# Wasilij Prokofjew
Wasilij Andriejewicz Prokofjew (ros. Василий Андреевич Прокофьев, ur. 1906 we wsi Kobona w guberni sankt-petersburskiej, zm. 1996) – radziecki polityk, członek KC KPZR (1952-1961).
Od 1929 członek WKP(b), 1932-1936 studiował w Leningradzkim Instytucie Inżynierów Transportu Wodnego, po ukończeniu studiów został majstrem i głównym inżynierem w stoczni, później dyrektorem stoczni. Od 1941 sekretarz Komitetu Miejskiego WKP(b) w Murmańsku, następnie sekretarz Komitetu Obwodowego WKP(b) w Murmańsku ds. transportu, a 1943-1945 zastępca sekretarza ds. transportu w tym komitecie. Od 1945 do grudnia 1948 III sekretarz, 1945-1950 II sekretarz, a od 1950 do lipca 1958 I sekretarz Komitetu Obwodowego WKP(b)/KPZR w Murmańsku. Od 14 października 1952 do 17 października 1961 członek KC KPZR, od lipca 1958 do 11 kwietnia 1961 I sekretarz Nowogrodzkiego Komitetu Obwodowego KPZR, 1961-1963 zastępca przewodniczącego Komisji Kontroli Radzieckiej Rady Ministrów ZSRR, 1963-1965 zastępca przewodniczącego Komitetu Kontroli Partyjno-Państwowej KC KPZR ds. Rosyjskiej FSRR i Rady Ministrów Rosyjskiej FSRR, 1965-1966 zastępca przewodniczącego Komitetu Kontroli Ludowej Rosyjskiej FSRR. Deputowany do Rady Najwyższej ZSRR 4 i 5 kadencji.